# Добринів
Добри́нів, раніше Дібринів,— село в Україні, у Рогатинській міській громаді Івано-Франківського району Івано-Франківської області.

## Розташування
Віддалене від центру громади на 13 кілометрів. Населення — 1541 чоловік. До 2020 Добринівській сільській раді було підпорядковане село Корчунок.

## Історія
Згадується село 5 травня 1449 року в книгах галицького суду .
У податковому реєстрі 1515 року в селі документується піп (отже, уже тоді була церква), млин і 4 ланів (близько 100 га) оброблюваної землі та ще 4 лани тимчасово вільної.
1 жовтня 1931 р. розпорядженням міністра внутрішніх справ до села передана частина земель сусіднього Пукова.
У 1939 році в селі проживало 2110 мешканців (2010 українців, 40 поляків, 10 латинників, 50 євреїв), у присілку Корчунок — 300 мешканців (260 українців, 40 латинників).
На території села розташовано колгосп ім. Леся Мартовича. Господарство спеціалізується на розведенні племінної породи свиней, має 1434 га землі, у тому числі 1137,7 га орної.
За післявоєнні роки село майже повністю перебудоване, зведено понад 300 індивідуальних житлових будинків. Добринів газифікований.
Працюють дев'ятирічна школа, філія зв'язку, бібліотека, будинок культури, клуб, фельдшерсько-акушерський пункт, дитячий оздоровчий табір «Опілля».
На території села розташований завод з виготовлення полімерпіщаної черепиці, завод з виготовлення цегли.
12 червня 2020 року, відповідно до Розпорядження Кабінету Міністрів України  № 714-р «Про визначення адміністративних центрів та затвердження територій територіальних громад Івано-Франківської області», увійшло до складу Рогатинської міської громади.
19 липня 2020 року, в результаті адміністративно-територіальної реформи та ліквідації Рогатинського району, село увійшло до складу новоутвореного Івано-Франківського району.

## Люди
- Заставний Федір Дмитрович (1929, Добринів — 2012, Львів) — український географ, професор, доктор географічних наук, завідувач кафедри географії України географічного факультету Львівського національного університету імені Івана Франка (1990–2009 рр.), лауреат премії імені О. Г. Шліхтера АН України, дійсний член Наукового товариства ім. Т. Шевченка, Почесний член Українського географічного товариства, академік Академії наук Вищої школи.